# Știubei (okręg Dolj)
Știubei – wieś w Rumunii, w okręgu Dolj, w gminie Vela. W 2011 roku liczyła 115 mieszkańców.